# Interlands Litouws voetbalelftal 1923-1929
Deze pagina toont een chronologisch en gedetailleerd overzicht van de interlands die het Litouws voetbalelftal heeft gespeeld in de periode 1923 – 1929.

## Interlands

### 1923
|                                                                    |          |                                                                                                |         |                                                                            |
| 24 juni Vriendschappelijk № 1 «onderlinge duels» 16:30 uur (UTC+2) | Litouwen | 0 – 5                                                                                          | Estland | LFLS Stadion, Kaunas Toeschouwers: 3.000 Scheidsrechter: Adolf Hahne (LAT) |
| 24 juni Vriendschappelijk № 1 «onderlinge duels» 16:30 uur (UTC+2) |          | 1' Vladimir Tell 40' Eduard Ellman-Eelma 62' Vladimir Tell 64' Heinrich Paal 79' Vladimir Tell |         | LFLS Stadion, Kaunas Toeschouwers: 3.000 Scheidsrechter: Adolf Hahne (LAT) |

### 1924
| Olympische Spelen 1924 |
| ---------------------- |

|                                                                                |          | |             |                                                                                  |
| 25 mei Olympische Spelen Eerste ronde № 2 «onderlinge duels» 14:30 uur (UTC+1) | Litouwen | 0 – 9 | Zwitserland | Stade Pershing, Parijs Toeschouwers: 8.110 Scheidsrechter: Antonio Scamoni (ITA) |
| 25 mei Olympische Spelen Eerste ronde № 2 «onderlinge duels» 14:30 uur (UTC+1) |          | 2' Paolo Sturzenegger 14' Walter Dietrich 41' Max Abegglen 43' Paolo Sturzenegger 50' Max Abegglen 58' Max Abegglen 63' (pen.) Rudolf Ramseyer 68' Paolo Sturzenegger 85' Paolo Sturzenegger |             | Stade Pershing, Parijs Toeschouwers: 8.110 Scheidsrechter: Antonio Scamoni (ITA) |

|  |  |  |  |  |  |  |  |  |

|                                                 |          |        |        |                                                                                |
| 27 mei Vriendschappelijk № 3 «onderlinge duels» | Litouwen | 0 – 10 | Egypte | Stade Pershing, Parijs Toeschouwers: 1.000 Scheidsrechter: August Silber (EST) |
| 27 mei Vriendschappelijk № 3 «onderlinge duels» |          | ?      |        | Stade Pershing, Parijs Toeschouwers: 1.000 Scheidsrechter: August Silber (EST) |

|                                                                        |                             |       |                                                                                       |                                                                              |
| 16 augustus Vriendschappelijk № 4 «onderlinge duels» 16:30 uur (UTC+2) | Litouwen                    | 2 – 4 | Letland                                                                               | LFLS Stadion, Kaunas Toeschouwers: 5.000 Scheidsrechter: August Silber (EST) |
| 16 augustus Vriendschappelijk № 4 «onderlinge duels» 16:30 uur (UTC+2) | Vilhelmas Nopensas 17', 88' |       | 2' Česlavs Stančiks 22' Arvīds Bārda 34' Aleksandrs Ābrams 40' (pen.) Vladimirs Plade | LFLS Stadion, Kaunas Toeschouwers: 5.000 Scheidsrechter: August Silber (EST) |

|                                                                        |                  |       |                                            |                                                                                  |
| 24 augustus Vriendschappelijk № 5 «onderlinge duels» 18:00 uur (UTC+2) | Estland          | 1 – 2 | Litouwen                                   | Kalevi Staadion, Tallinn Toeschouwers: 3.500 Scheidsrechter: Jānis Rēdlihs (LAT) |
| 24 augustus Vriendschappelijk № 5 «onderlinge duels» 18:00 uur (UTC+2) | Oskar Üpraus 58' |       | 34' Valteris Krigas 71' Viljamas Seidleris | Kalevi Staadion, Tallinn Toeschouwers: 3.500 Scheidsrechter: Jānis Rēdlihs (LAT) |

### 1925
|                                                                    |          |                 |         |                                                                              |
| 28 juni Vriendschappelijk № 6 «onderlinge duels» 17:00 uur (UTC+2) | Litouwen | 0 – 1           | Estland | LFLS Stadion, Kaunas Toeschouwers: 4.000 Scheidsrechter: Jānis Rēdlihs (LAT) |
| 28 juni Vriendschappelijk № 6 «onderlinge duels» 17:00 uur (UTC+2) |          | 9' Oskar Üpraus |         | LFLS Stadion, Kaunas Toeschouwers: 4.000 Scheidsrechter: Jānis Rēdlihs (LAT) |

|                                                                            |                       |       |                                              |                                                                            |
| 20 september Vriendschappelijk № 7 «onderlinge duels» 15:30 uur (UTC+1:37) | Letland               | 2 – 2 | Litouwen                                     | ASK Stadions, Riga Toeschouwers: 2.500 Scheidsrechter: August Silber (EST) |
| 20 september Vriendschappelijk № 7 «onderlinge duels» 15:30 uur (UTC+1:37) | Edvīns Bārda 23', 85' |       | 15' Stasys Sabaliauskas 55' Leonas Žukauskas | ASK Stadions, Riga Toeschouwers: 2.500 Scheidsrechter: August Silber (EST) |

### 1926
|                                                                    |                                                            |       |                         |                                                                                    |
| 13 juni Vriendschappelijk № 8 «onderlinge duels» 19:00 uur (UTC+2) | Estland                                                    | 3 – 1 | Litouwen                | Kadriorustadion, Tallinn Toeschouwers: 5.000 Scheidsrechter: Gustavs Krūmiņš (LAT) |
| 13 juni Vriendschappelijk № 8 «onderlinge duels» 19:00 uur (UTC+2) | Eduard Ellman-Eelma 48' Oskar Üpraus 74' Arnold Pihlak 79' |       | 82' Stasys Sabaliauskas | Kadriorustadion, Tallinn Toeschouwers: 5.000 Scheidsrechter: Gustavs Krūmiņš (LAT) |

|                                                                        |                                                  |       |                                                |                                                                                |
| 21 augustus Vriendschappelijk № 9 «onderlinge duels» 17:00 uur (UTC+2) | Litouwen                                         | 2 – 3 | Letland                                        | Makabi Stadionas, Kaunas Toeschouwers: 2.500 Scheidsrechter: Otto Silber (EST) |
| 21 augustus Vriendschappelijk № 9 «onderlinge duels» 17:00 uur (UTC+2) | Stasys Sabaliauskas 22' Romualdas Žebrauskas 49' |       | 27', 86' Arkādijs Pavlovs 56' Česlavs Stančiks | Makabi Stadionas, Kaunas Toeschouwers: 2.500 Scheidsrechter: Otto Silber (EST) |

### 1927
|                                                                     |                                                                         |       |                                                                    |                                                                            |
| 27 juli Vriendschappelijk № 10 «onderlinge duels» 18:30 uur (UTC+2) | Letland                                                                 | 6 – 3 | Litouwen                                                           | ASK Stadions, Riga Toeschouwers: 3.500 Scheidsrechter: Karel Kettner (TCH) |
| 27 juli Vriendschappelijk № 10 «onderlinge duels» 18:30 uur (UTC+2) | Vladimirs Plade 8', 57' Voldemārs Žins 17', 58', 89' Arvīds Bradiņš 39' |       | 40' Romualdas Marcinkus 63' Nachmanas Blatas 72' Vilius Trumpjonas | ASK Stadions, Riga Toeschouwers: 3.500 Scheidsrechter: Karel Kettner (TCH) |

|                                                                         |          |                                                                                         |         |                                                                                |
| 13 augustus Vriendschappelijk № 11 «onderlinge duels» 17:00 uur (UTC+2) | Litouwen | 0 – 5                                                                                   | Estland | LFLS Stadion, Kaunas Toeschouwers: 3.000 Scheidsrechter: Gustavs Krūmiņš (LAT) |
| 13 augustus Vriendschappelijk № 11 «onderlinge duels» 17:00 uur (UTC+2) |          | 11' Herbert Kipp 54' Felix Kull 60' Eduard Ellman-Eelma 62' Elmar Kaljot 73' Felix Kull |         | LFLS Stadion, Kaunas Toeschouwers: 3.000 Scheidsrechter: Gustavs Krūmiņš (LAT) |

### 1928
|                                                                        |                                             |       |          |                                                                                  |
| 25 juli Baltische Beker 1928 № 12 «onderlinge duels» 18:30 uur (UTC+2) | Letland                                     | 3 – 0 | Litouwen | Kadriorustadion, Tallinn Toeschouwers: 2.000 Scheidsrechter: Gustaf Ekberg (SWE) |
| 25 juli Baltische Beker 1928 № 12 «onderlinge duels» 18:30 uur (UTC+2) | Arkādijs Pavlovs 2' Alberts Vaters 25', 66' |       |          | Kadriorustadion, Tallinn Toeschouwers: 2.000 Scheidsrechter: Gustaf Ekberg (SWE) |

|                                                                        | |       |          |                                                                                  |
| 26 juli Baltische Beker 1928 № 13 «onderlinge duels» 18:30 uur (UTC+2) | Estland | 6 – 0 | Litouwen | Kadriorustadion, Tallinn Toeschouwers: 5.000 Scheidsrechter: Gustaf Ekberg (HUN) |
| 26 juli Baltische Beker 1928 № 13 «onderlinge duels» 18:30 uur (UTC+2) | Arnold Pihlak 1' (pen.) Helmuth Räästas 14' Arnold Pihlak 21' Arnold Pihlak 57' Artur Maurer 74' Artur Maurer 78' |       |          | Kadriorustadion, Tallinn Toeschouwers: 5.000 Scheidsrechter: Gustaf Ekberg (HUN) |

|                                                                         |                    |       |                  |                                                                                 |
| 1 september Vriendschappelijk № 14 «onderlinge duels» 16:00 uur (UTC+2) | Litouwen           | 1 – 1 | Letland          | Makabi Stadionas, Kaunas Toeschouwers: 2.500 Scheidsrechter: Georg Muntau (GER) |
| 1 september Vriendschappelijk № 14 «onderlinge duels» 16:00 uur (UTC+2) | Algirdas Škėma 55' |       | 78' Emīls Urbāns | Makabi Stadionas, Kaunas Toeschouwers: 2.500 Scheidsrechter: Georg Muntau (GER) |

### 1929
|                                                                            |                               |       |                        |                                                                           |
| 14 augustus Baltische Beker 1929 № 15 «onderlinge duels» 18:00 uur (UTC+2) | Letland                       | 3 – 1 | Litouwen               | LSB stadions, Riga Toeschouwers: 2.000 Scheidsrechter: Peco Bauwens (GER) |
| 14 augustus Baltische Beker 1929 № 15 «onderlinge duels» 18:00 uur (UTC+2) | Vladimirs Plade 51', 68', 86' |       | 89' Stepas Chmelevskis | LSB stadions, Riga Toeschouwers: 2.000 Scheidsrechter: Peco Bauwens (GER) |

|                                                                        | |       |                                                |                                                                            |
| 15 augustus Baltische Beker 1929 № 16 «onderlinge duels» 19:00 (UTC+2) | Estland                                                                                             | 5 – 2 | Litouwen                                       | LSB stadions, Riga Toeschouwers: 2.000 Scheidsrechter: Peter Bauwens (GER) |
| 15 augustus Baltische Beker 1929 № 16 «onderlinge duels» 19:00 (UTC+2) | Eugen Einman 16' Arnold Pihlak 32' Eugen Einman 59' Eduard Ellman-Eelma 75' Eduard Ellman-Eelma 85' |       | 26' Stepas Chmelevskis 35' Ricardas Rutkauskas | LSB stadions, Riga Toeschouwers: 2.000 Scheidsrechter: Peter Bauwens (GER) |

België · Bulgarije · Denemarken · Duitsland · Engeland · Estland · Finland · Frankrijk · Griekenland · Hongarije · Ierland · Italië · Joegoslavië · Letland · Litouwen · Luxemburg · Nederland · Noord-Ierland · Noorwegen · Oostenrijk · Polen · Portugal · Roemenië · Schotland · Sovjet-Unie · Spanje · Tsjecho-Slowakije · Turkije · Wales · Zweden · Zwitserland
LFF · A-internationals · Bondscoaches · Statistieken · Litouws vrouwenelftal · Olympisch elftal · Litouwen U21 · Litouwen U20 · Litouwen U19 · Litouwen U18 · Litouwen U17 · Litouwen U16
1923 – 1929 ·
1930 – 1939 ·
1940 – 1949 ·
1950 – 1989 · 
1990 – 1999 ·
2000 – 2009 ·
2010 – 2019 ·
2020 − 2029
1923 · 
1924 · 
1925 · 
1926 · 
1927 · 
1928 · 
1929 · 
1930 · 
1931 · 
1932 · 
1933 · 
1934 · 
1935 · 
1936 · 
1937 · 
1938 · 
1939 · 
1940 · 
1941–1944 · 
1945 · 
1946 · 
1947 · 
1948 · 
1949 · 
1950–1955 · 
1956 · 
1957–1978 · 
1979 · 
1980–1989 · 
1990 · 
1991 · 
1992 · 
1993 · 
1994 · 
1995 · 
1996 · 
1997 · 
1998 · 
1999 · 
2000 · 
2001 · 
2002 · 
2003 · 
2004 · 
2005 · 
2006 · 
2007 · 
2008 · 
2009 · 
2010 · 
2011 · 
2012 · 
2013 · 
2014 · 
2015 · 
2016 · 
2017 ·
2018 ·
2019 ·
2020 ·
2021
Albanië ·
Andorra ·
Argentinië ·
Armenië ·
Azerbeidzjan ·
België ·
Bosnië en Herzegovina ·
Brazilië ·
Bulgarije ·
Chili ·
Cyprus ·
Denemarken ·
Duitsland ·
Egypte ·
Engeland ·
Estland ·
Faeröer ·
Finland ·
Frankrijk ·
Georgië ·
Gibraltar ·
Griekenland ·
Hongarije ·
Ierland ·
IJsland ·
Indonesië ·
Iran ·
Israël ·
Italië ·
Joegoslavië ·
Jordanië ·
Kazachstan ·
Koeweit ·
Kosovo ·
Kroatië ·
Letland ·
Liechtenstein ·
Luxemburg ·
Mali ·
Malta ·
Moldavië ·
Montenegro ·
Nieuw-Zeeland ·
Noord-Ierland ·
Noord-Macedonië ·
Noorwegen ·
Oekraïne ·
Oostenrijk ·
Polen ·
Portugal ·
Roemenië ·
Rusland ·
San Marino ·
Saoedi-Arabië ·
Schotland ·
Servië ·
Servië en Montenegro ·
Slovenië ·
Slowakije ·
Spanje ·
Tsjechië ·
Turkije ·
Turkmenistan ·
Verenigde Arabische Emiraten ·
Wit-Rusland ·
Zweden ·
Zwitserland